# ماوریک (مجموعه تلویزیونی)
ماوریک (انگلیسی: Maverick) یک مجموعه تلویزیونی آمریکایی وسترن ساختهٔ روی هاگینز با بازی جیمز گارنر است که از ۲۲ سپتامبر ۱۹۵۷ تا ۸ ژوئیه ۱۹۶۲ از شبکهٔ ABC پخش شد.

## نگارخانه

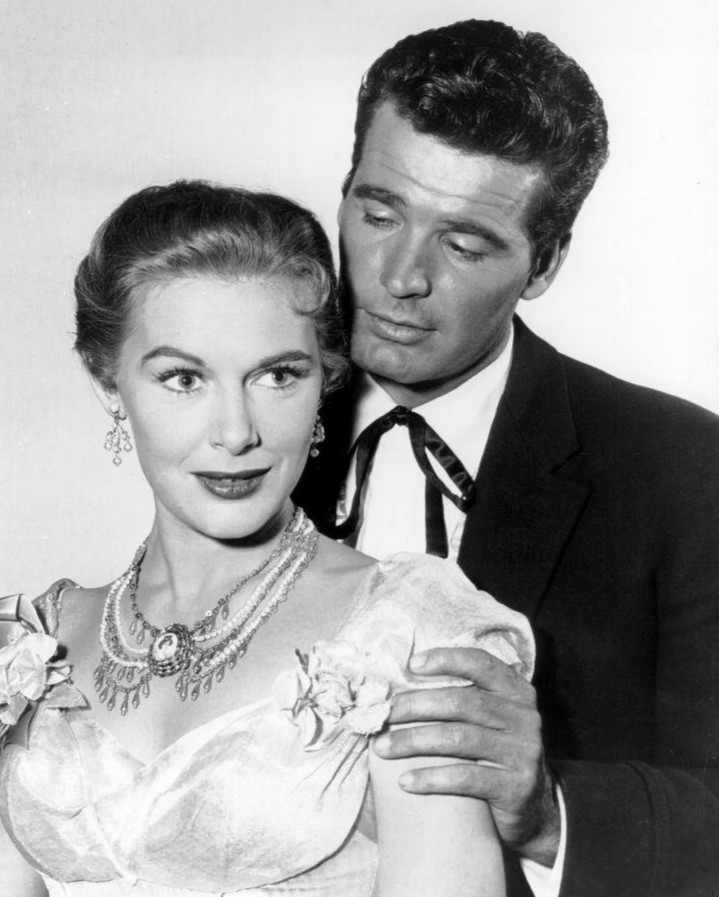
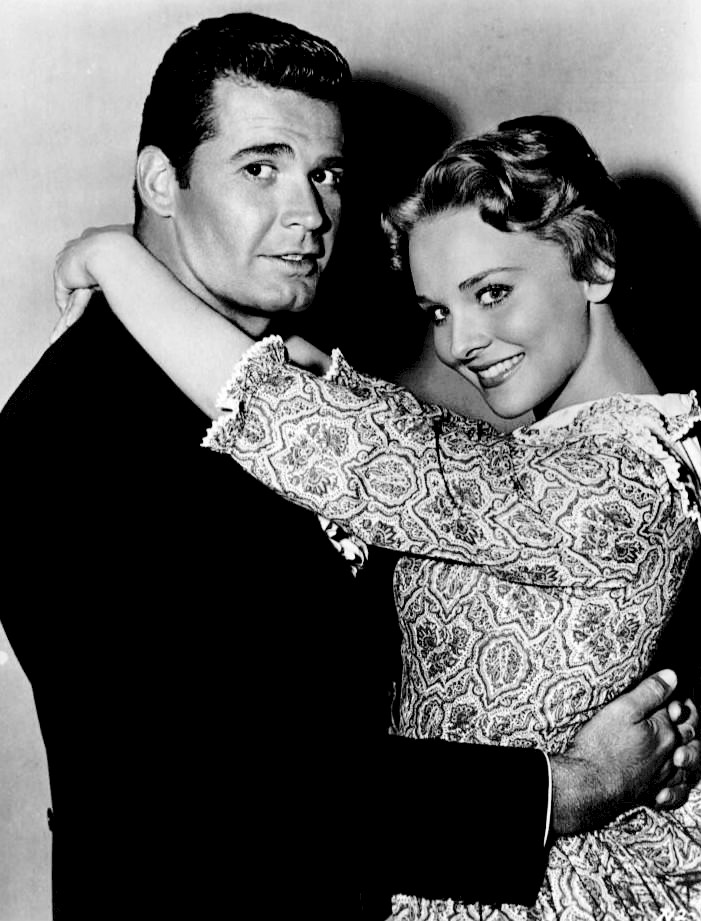
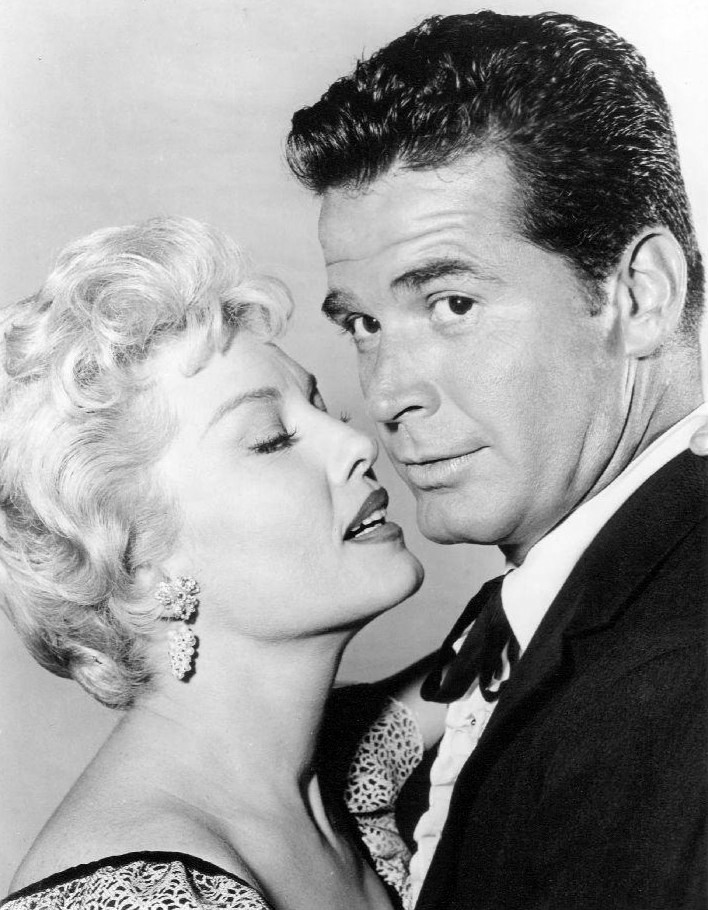
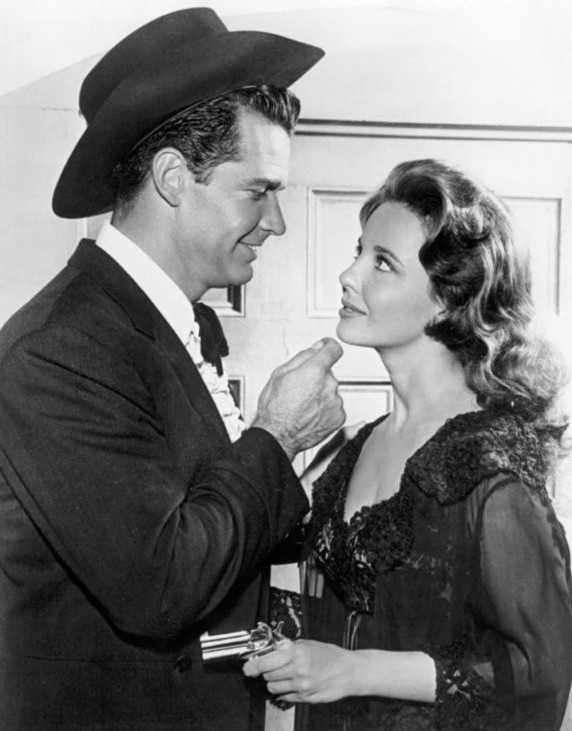
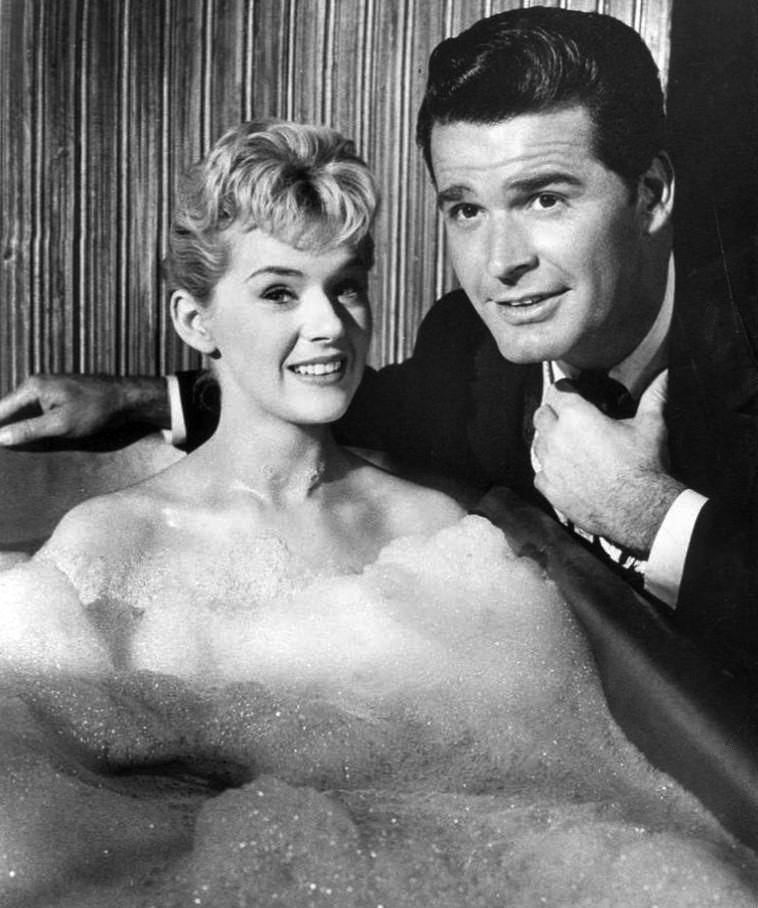
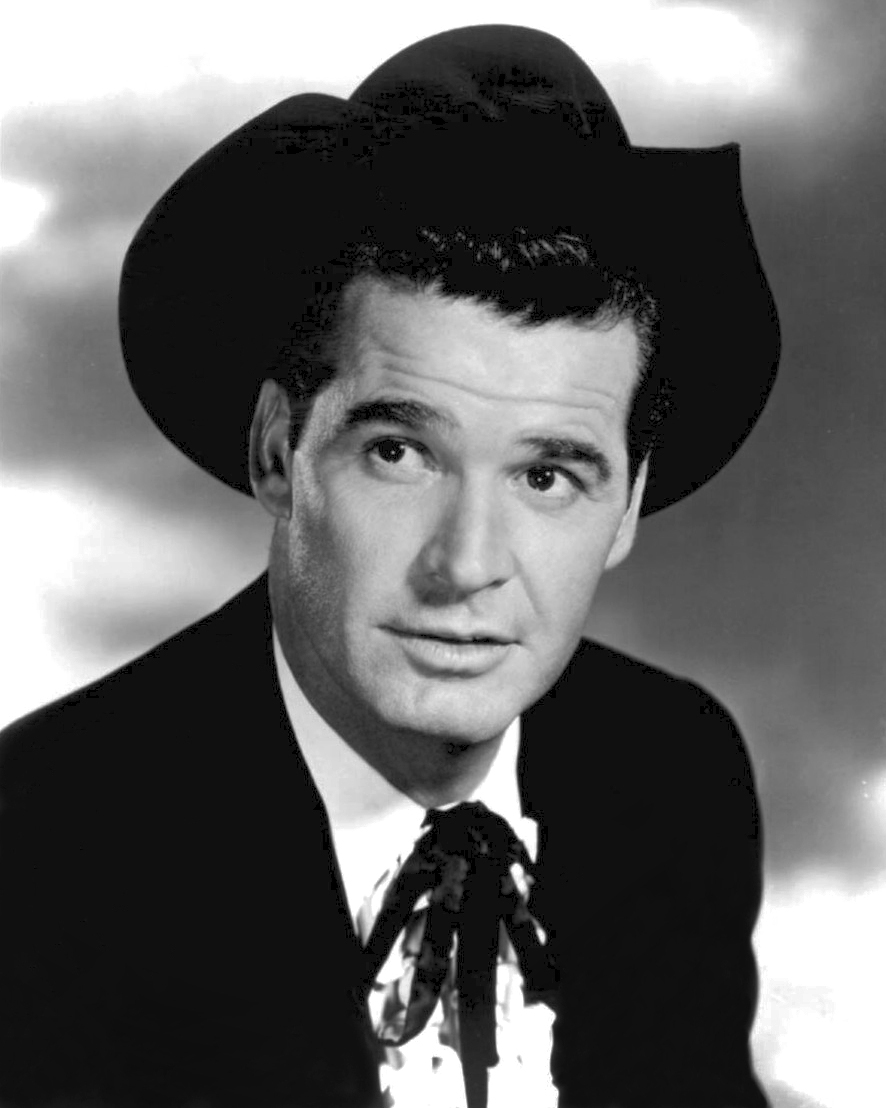
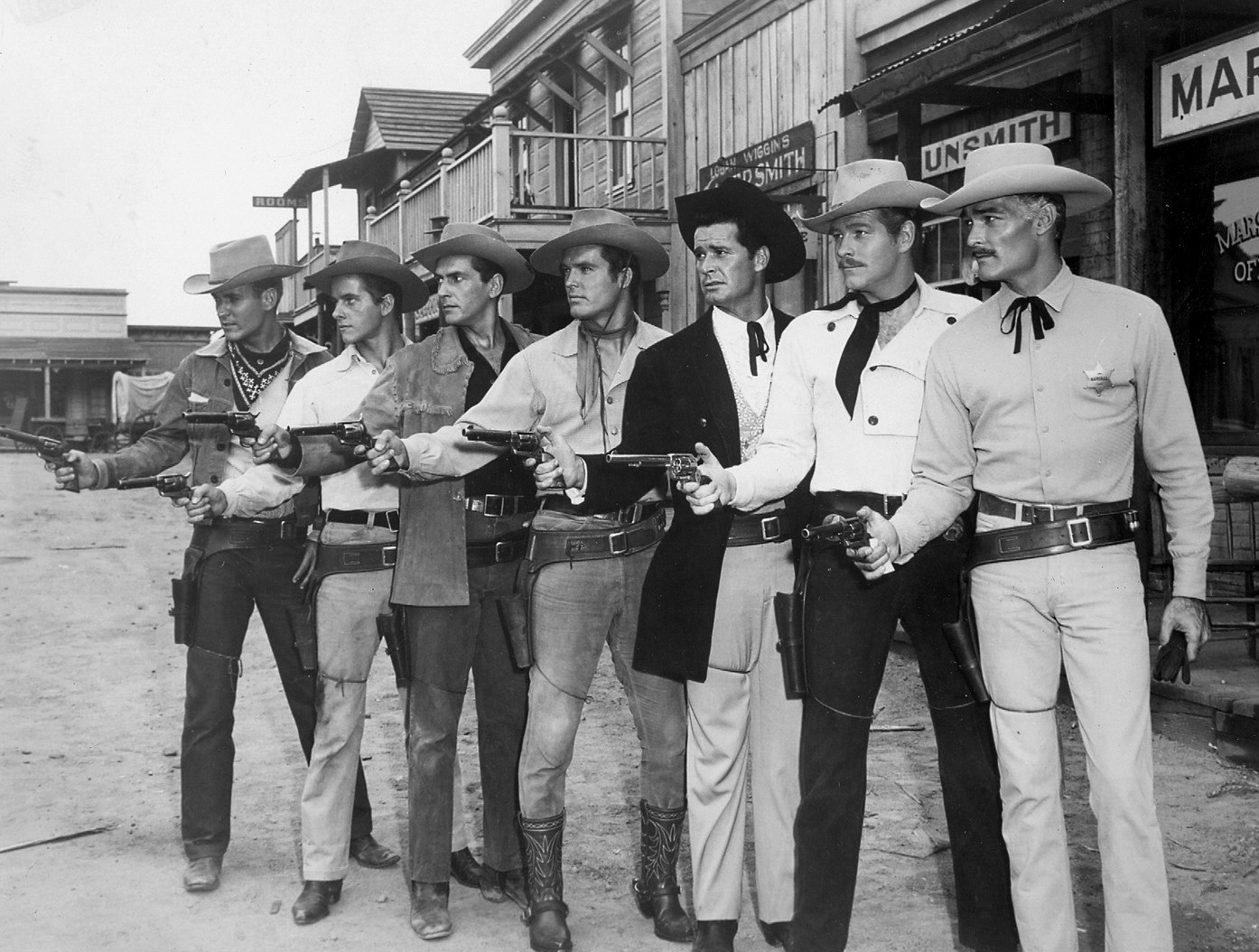